# スティーヴン・W・リンジー
スティーヴン・ウェイン・リンジー（Steven Wayne Lindsey、1960年8月24日-）は、アメリカの宇宙飛行士。
カリフォルニア州のアルカディア生まれ。アメリカ空軍士官学校で科学とエンジニアリングを学ぶ。またAir Force Institute of Technologyで航空宇宙工学を学ぶ。